# Stewart Granger
Stewart Granger, pseudonimo di James Lablache Stewart (Londra, 6 maggio 1913 – Santa Monica, 16 agosto 1993), è stato un attore britannico naturalizzato statunitense.

## Biografia
Nato da James Stewart, un funzionario londinese, e da Frederica Lablache, i suoi nonni paterni erano scozzesi (il suo cognome d'arte, Granger, è quello della nonna), mentre, per parte materna, era pronipote in linea diretta del grande basso italiano della prima metà dell'Ottocento, Luigi Lablache e dalla moglie Teresa Pinotti, appartenente ad una famiglia di attori. Dopo gli studi compiuti presso l'Epsom College nel Surrey, fece il suo debutto nel mondo del cinema inglese nel 1933 con il film A Southern Maid. Adottò il nome d'arte di Stewart Granger per evitare di essere confuso con il quasi omonimo collega statunitense James Stewart e ottenne il suo primo ruolo importante con il film L'uomo in grigio (1943), pellicola con la quale s'impose come uno dei più interessanti giovani attori del panorama cinematografico inglese.

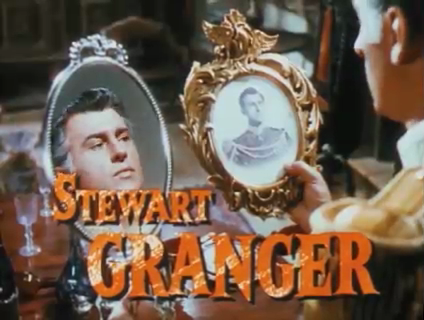
Granger nel trailer di Il prigioniero di Zenda di Richard Thorpe (1952)

Nei primi anni cinquanta Granger si trasferì a Hollywood, dove diventò il protagonista di una serie di pellicole di avventura e di cappa e spada, favorito dalla sua voce teatrale, dalla sua statura (191 cm) e dal suo portamento solenne ed elegante. Tra i film da lui interpretati sono da ricordare Le miniere di re Salomone (1950), Scaramouche (1952), Il prigioniero di Zenda (1952), La regina vergine (1953), Lord Brummell (1954).
Ottenuta nel 1956 la cittadinanza statunitense, Granger continuò ad essere interprete di film d'avventura, drammatici e sentimentali, dimostrando il suo talento di attore anche in ruoli leggeri. Oltre al già citato Scaramouche, interpretò infatti le commedie La capannina (1957), al fianco di Ava Gardner e David Niven, e Pugni, pupe e pepite (1960), accanto a John Wayne e Capucine.
Durante gli anni sessanta, Granger proseguì la propria carriera dapprima in Italia, dove recitò da protagonista nel kolossal Sodoma e Gomorra (1962), e quindi in Germania, dove interpretò il ruolo di Old Surehand in tre film western tratti dalle novelle dell'autore tedesco Karl May, Là dove scende il sole (1964), Danza di guerra per Ringo e Surehand - Mano veloce (1965), a fianco dell'attore francese Pierre Brice, nella parte del capo indiano Winnetou.
Lavorò con Pierre Brice e con Lex Barker, un altro protagonista dei film di Karl May, in Spie contro il mondo (1966). Partecipò inoltre a La grande sfida a Scotland Yard (1966), uno dei film della serie basata sui racconti di Edgar Wallace, molto popolare in Germania negli anni sessanta. Verso la fine della carriera, Granger recitò anche in una soap opera tedesca dal titolo L'eredità dei Guldenburg (1987).

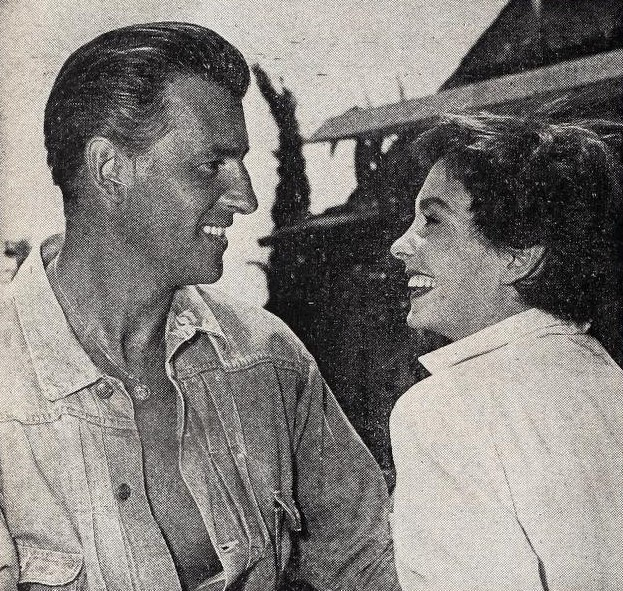
L'attore nel 1955 con la moglie Jean Simmons

### Vita privata
Granger è morto all'età di 80 anni a causa di un tumore.
L'attore è stato sposato tre volte:
- dal 1938 al 1948 con Elspeth March, dalla quale ebbe due figli, Jamie e Lindsey;
- dal 1950 al 1960 con la collega Jean Simmons, dalla quale ebbe una figlia, Tracy;
- dal 1964 al 1969 con Caroline LeCerf, dalla quale ebbe la figlia Samantha.

## Filmografia

### Cinema
- A Southern Maid, regia di Harry Hughes (1933) (non accreditato)
- Over the Garden Wall, regia di John Daumery (1934) (non accreditato)
- I Spy, regia di Allan Dwan (1934) (non accreditato)
- Give Her a Ring, regia di Arthur B. Woods (1936) (non accreditato)
- Under Secret Orders, regia di Edmond T. Gréville (1937) (non accreditato)
- So This Is London, regia di Thornton Freeland (1939)
- Segnali nella nebbia (Convoy), regia di Pen Tennyson (1940) (non accreditato)
- Missione segreta (Secret Mission), regia di Harold French (1942)
- L'uomo in grigio (The Man in Grey), regia di Leslie Arliss (1943)
- Thursday's Child, regia di Rodney Ackland (1943)
- La lampada arde (The Lamp Still Burns), regia di Maurice Elvey (1943)
- Il mio amore vivrà (Fanny by Gaslight), regia di Anthony Asquith (1944)
- Racconto d'amore (Love Story), regia di Leslie Arliss (1944)
- Madonna delle 7 lune (Madonna of the Seven Moons), regia di Arthur Crabtree (1945)
- Ritorno (Waterloo Road), regia di Sidney Gilliat (1945)
- Cesare e Cleopatra (Caesar and Cleopatra), regia di Gabriel Pascal (1945)
- Zingari (Caravan), regia di Arthur Crabtree (1946)
- Un grande amore di Paganini (The Magic Bow), regia di Bernard Knowles (1946)
- Il capitano Boycott (Captain Boycott), regia di Frank Launder (1947)
- Stirpe dannata (Blanche Fury), regia di Marc Allégret (1948)
- Sarabanda tragica (Saraband for Dead Lovers), regia di Basil Dearden (1948)
- La diva in vacanza (Woman Hater), regia di Terence Young (1948)
- Adamo ed Evelina (Adam and Evelyne), regia di Harold French (1949)
- Le miniere di re Salomone (King Solomon's Mines), regia di Compton Bennett e Andrew Marton (1950)
- I tre soldati (Soldiers Three), regia di Tay Garnett (1951)
- Inferno bianco (The Wild North), regia di Andrew Marton (1952)
- L'immagine meravigliosa (The Light Touch), regia di Richard Brooks (1952)
- Scaramouche, regia di George Sidney (1952)
- Il prigioniero di Zenda (The Prisoner of Zenda), regia di Richard Thorpe (1952)
- Salomè (Salome), regia di William Dieterle (1953)
- La regina vergine (Young Bess), regia di George Sidney (1953)
- I fratelli senza paura (All the Brothers Were Valiant), regia di Richard Thorpe (1953)
- Lord Brummell (Beau Brummell), regia di Curtis Bernhardt (1954)
- Fuoco verde (Green Fire), regia di Andrew Marton (1954)
- Il covo dei contrabbandieri (Moonfleet), regia di Fritz Lang (1955)
- I perversi (Footsteps in the Fog), regia di Arthur Lubin (1955)
- L'ultima caccia (The Last Hunt), regia di Richard Brooks (1956)
- Sangue misto (Bhowani Junction), regia di George Cukor (1956)
- La capannina (The Little Hut), regia di Mark Robson (1957)
- L'arma della gloria (Gun Glory), regia di Roy Rowland (1957)
- Tutta la verità (The Whole Truth), regia di John Guillermin (1958)
- La tigre (Harry Black), regia di Hugo Fregonese (1958)
- Pugni, pupe e pepite (North to Alaska), regia di Henry Hathaway (1960)
- Il complice segreto (The Secret Partner), regia di Basil Dearden (1961)
- Sodoma e Gomorra (Sodom and Gomorrah), regia di Robert Aldrich (1962)
- Marcia o crepa, regia di Frank Wisbar (1962)
- La congiura dei dieci o Lo spadaccino di Siena, regia di Baccio Bandini ed Étienne Périer (1962)
- Il giorno più corto, regia di Sergio Corbucci (1963)
- 5 per la gloria (The Secret Invasion), regia di Roger Corman (1964)
- Là dove scende il sole (Unter Geiern), regia di Alfred Vohrer (1964)
- New York Press, operazione dollari (The Crooked Road), regia di Don Chaffey (1965)
- A-009 missione Hong Kong (Das Geheimnis der drei Dschunken), regia di Ernst Hofbauer (1965)
- Danza di guerra per Ringo (Der Ölprinz), regia di Harald Philipp (1965)
- Surehand - Mano veloce (Old Surehand), regia di Alfred Vohrer (1965)
- Spie contro il mondo (Le Carnaval des barbouzes), regia di Alberto Cardone e Robert Lynn (1966)
- Tiro a segno per uccidere (Das Geheimnis der gelben Mönche), regia di Manfred R. Köhler (1966)
- Requiem per un agente segreto, regia di Sergio Sollima (1966)
- La grande sfida a Scotland Yard (The Trygon Factor), regia di Cyril Frankel (1966)
- L'ultimo safari (The Last Safari), regia di Henry Hathaway (1967)
- I 4 dell'Oca selvaggia (The Wild Geese), regia di Andrew V. McLaglen (1978)
- Hell Hunters, regia di Ernst R. von Theumer (1986)
- Oro fino, regia di José Antonio de la Loma (1989)
- Pros and Cons, nell'episodio It's the Picture That Got Small (1991)

### Televisione
- Any Second Now, regia di Gene Levitt (1969) - film TV
- Il virginiano (The Virginian) - serie TV, 24 episodi (1970-1971)
- The Hound of the Baskervilles, regia di Barry Crane - film TV (1972)
- Il romanzo di Carlo e Diana (The Royal Romance of Charles and Diana), regia di Peter Levin - film TV (1982)
- Professione pericolo (The Fall Guy) - serie TV, episodio 2x12 (1983)
- La signora in giallo (Murder, She Wrote) - serie TV, episodio 1x14 (1985)
- Love Boat (The Love Boat) - serie TV, episodi 8x26-8x27 (1985)
- Amanti (Crossings), regia di Karen Arthur - miniserie TV (1986)
- Il mago (The Wizard) - serie TV, episodio 1x17 (1987)
- Hotel - serie TV, episodi 1x01-4x19 (1983-1987)
- Passione sotto la cenere (A Hazard of Hearts), regia di John Hough - film TV (1987)
- L'eredità dei Guldenburg (Das Erbe der Guldenburgs) - serie TV, episodi 1x12-1x13 (1987)
- Chameleons, regia di Glen A. Larson - film TV (1989)

## Riconoscimenti
- David di Donatello 1956: Targa d'oro

## Doppiatori italiani
Nelle versioni in italiano delle opere in cui ha recitato, Stewart Granger è stato doppiato da:
- Emilio Cigoli in L'uomo in grigio, Il mio amore vivrà, Racconto d'amore, Sarabanda tragica, Adamo ed Evelina, I tre soldati, L'immagine meravigliosa, Inferno bianco, Scaramouche, Il prigioniero di Zenda, Salomè, La regina vergine, I fratelli senza paura, Lord Brummell, Fuoco verde, Il covo dei contrabbandieri, I perversi, L'ultima caccia, Sangue misto, La capannina, L'arma della gloria, La tigre, Tutta la verità, Il complice segreto, Sodoma e Gomorra, La congiura dei dieci, Il giorno più corto, 5 per la gloria, Tiro a segno per uccidere
- Gualtiero De Angelis in Madonna delle 7 lune, Zingari, Pugni, pupe e pepite
- Giorgio Piazza in A 009 missione Hong Kong, Surehand, I 4 dell'Oca selvaggia
- Renato Turi in New York Press, operazione dollari, L'ultimo safari
- Pino Locchi in Requiem per un agente segreto
- Giuseppe Rinaldi in La grande sfida a Scotland Yard
- Carlo D'Angelo in Le miniere di re Salomone
- Sandro Pellegrini in La signora in giallo
- Gianni Musy in Passione sotto la cenere
- Michele Gammino in Salomè (ridoppiaggio non più in uso)
- Elio Zamuto in Danza di guerra per Ringo (ridoppiaggio)